# Aptesis nigritula
Aptesis nigritula là một loài tò vò trong họ Ichneumonidae.